# ダーグ・ヨハン・ハウゲルード
ダーグ・ヨハン・ハウゲルード（Dag Johan Haugerud, 1964年12月30日 - ）はノルウェーの図書館司書、小説家、脚本家、映画監督である。

## 来歴
2012年の映画『I Belong』で長編監督デビューを果たし、ノルウェーのアカデミー賞と言われるアマンダ賞作品賞ほか4部門で受賞を果たす。2019年には『Beware of Children』を発表し、2度目のアマンダ賞を獲得したほか、北欧理事会映画賞を受賞した。
2024年、「SEX・LOVE・DREAMS」三部作の第一作目『SEX』を発表。本作は第74回ベルリン国際映画祭のパノラマ部門で公開された。三部作第2作目『LOVE』は第81回ヴェネツィア国際映画祭のコンペティション部門に選出された。
2025年には三部作の最終作となる『DREAMS』が第75回ベルリン国際映画祭のコンペティション部門で上映され、最高賞である金熊賞を受賞した。